# Fausto Maria Martini
Fausto Maria Martini, född den 14 april 1886 i Rom, död där den 22 september 1931, var en italiensk författare och tidningsman.
Martini, som var teaterkritiker i "Tribuna", deltog och sårades svårt i första världskriget. Han framträdde med diktsamlingar (Le piccole morte, 1906, med flera), romanen Verginità (1920) och flera skådespel (Il giglio nero, 1914, Il fanciullo che cadde, 1915, Trilogia d'aprile, 1917, Ridi, pagliaccio, 1919, Il fiore sotto gli occhi, 1921, med flera).